# Pickering (Ontario)
Pickering (88.721 habitants) és una ciutat situada al sud d'Ontario (Canadà) immediatament a l'est de Toronto, i és part de la regió de Durham. Va ser establerta principalment per colonitzadors britànics ètnics, començant en els anys 1770. La majoria del seu creixement ha vingut des del final de Segona Guerra Mundial, quan va començar a rebre immigrants de tot el món.